# Estação Ferroviária da Guarda
A estação ferroviária da Guarda é uma interface das Linhas da Beira Alta e Beira Baixa, que serve o concelho da Guarda, em Portugal. Foi inaugurada, como parte da Linha da Beira Alta, em 3 de agosto de 1882, e foi unida à Linha da Beira Baixa em 11 de maio de 1893. Em 29 de abril de 2002, foi inaugurado o novo edifício da estação da Guarda.

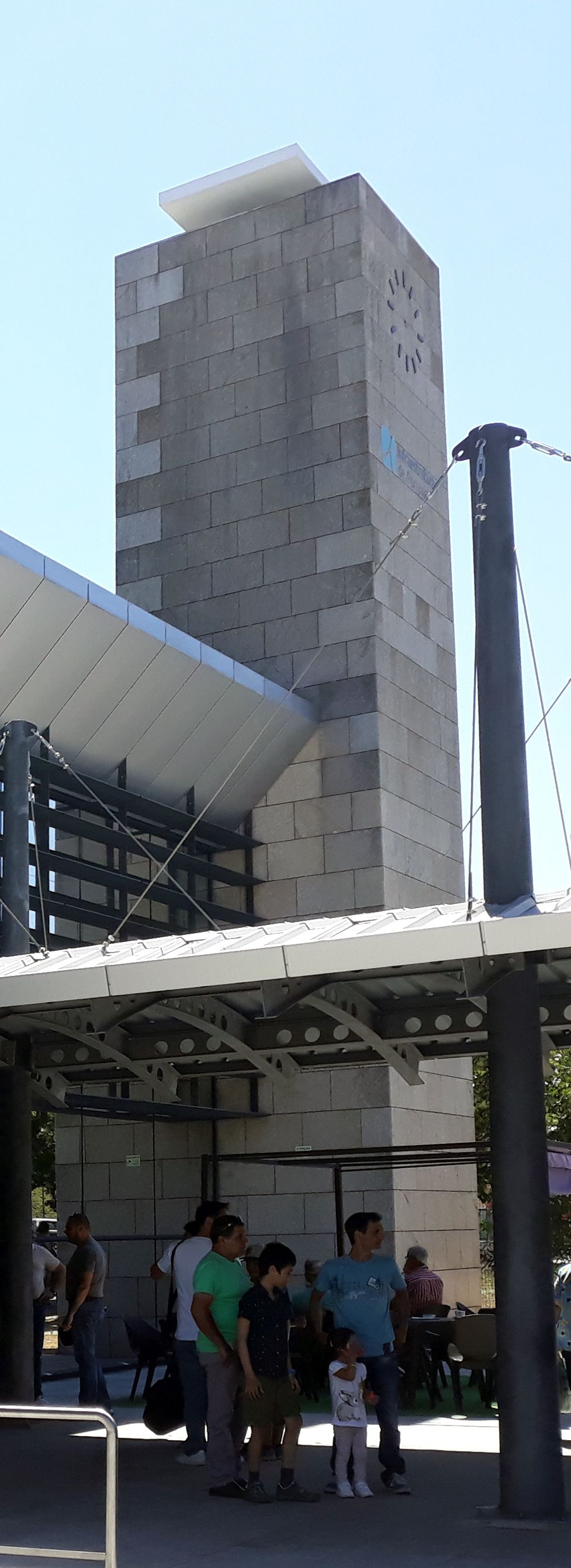
Torre com relógio da estação da Guarda, em 2018.

## Descrição

### Localização e acessos
Situa-se em frente ao Largo 1.º de Dezembro, na cidade da Guarda, distando o centro histórico (Largo Frei Pedro) cerca de 4 km por via rodoviária, maioritariamente pela EN16.
A estação é servida pela L01 (ou, simplesmente, 1), uma das cinco carreiras dos Transportes Urbanos da Guarda, com 29 circulações diárias em cada sentido.

### Infraestrutura
Esta interface apresenta dez vias de circulação (identificadas como: I, I-A, I-B, I + I-A + I-B, II, II-A, II + II- A, III, III-A, e III + III-A) com comprimentos entre 200 e 935 m e das quais três (I, II, e III) acessíveis por plataformas de 400 m de comprimento e 685 mm de altura; existem ainda dezasseis vias secundárias (identificadas como IV, V, VI, VII, VIII, A (R1), B (R1), C (R1), I (R2), II (R2), I (R3), II (R3), G2, G3, G4, e G6) com comprimentos entre 428 e 130 m; quase todas estas vias (exceto VII, C (R1), I (R2), II (R2), I (R3), e II (R3)) estão eletrificadas em toda a sua extensão.
A superfície dos carris no ponto nominal situa-se à altitude de 8108 dm acima do nível médio das águas do mar, constituindo o ponto culminante de toda a Linha da Beira Alta.

Nesta estação a Linha da Beira Baixa entronca na Linha da Beira Alta no lado esquerdo do seu enfiamento descendente, bifurcando-se a via para sul e possibilitando percusos diretos Mangualde-Covilhã e Mangualde-Salamanca (via Vilar Formoso), enquanto que o percurso direto Covilhã-Salamanca se efetua via a Concordância das Beiras, topologicamente oposta e esta estação. Fruto desse entroncamento, a Guarda é um ponto de câmbio nas características da via férrea e do seu uso:
| característica | conc.ª     | B.Alta desc. | B.Alta desc. | B.Alta asc. | B.Alta asc.  | B.Baixa     | B.Baixa     |
| -------------- | ---------- | ------------ | ------------ | ----------- | ------------ | ----------- | ----------- |
| carga máx.     | D4         | V.Formoso    | D4           | Pampilhosa  | D4           | Mouriscas-A | D2          |
| vel. máx.      | 50-90 km/h | V.Formoso    | 120-160 km/h | Pampilhosa  | 120-160 km/h | Abrantes    | 90-120 km/h |
| compr. máx.    | ?          | V.Formoso    | 750 m        | Pampilhosa  | 750 m        | Covilhã     | 650 m       |
| reg. expl.     | RCI        | Cerdeira     | RCASA        | Pinhel      | RCASA        | Covilhã     | RCASA       |

### Serviços
Em dados de 2024, esta interface é terminal de serviços da C.P. efetuados por via rodoviária, ligando à Pampilhosa com doze circulações diárias em cada sentido, e a Vilar Formoso com três chegadas e duas partidas. Esta substituição temporária é devida às obras de requalificação da Linha da Beira Alta, iniciadas em Abril de 2022 e cuja conclusão está prevista para 2025.
É igualmente terminal de serviços ferroviários regulares pela Linha da Beira Baixa, com cinco circulações diárias em cada sentido — três ligando a Lisboa - Santa Apolónia, uma ao Entroncamento, e uma a Castelo Branco.

## História

### Antecedentes e planeamento
Em meados do século XIX, o interior do país tinha grandes problemas de comunicações, com uma rede viária pouco desenvolvida, em más condições e perigosa. Ainda assim, o concelho da Guarda possuía várias estradas importantes, que o ligavam ao resto do país, sendo o principal meio de transporte público as diligências da mala-posta, que apresentavam poucas condições de conforto para os passageiros. Esta situação começou a mudar nos finais do século, quando o governo iniciou um programa para desenvolver os meios de transporte na região, de forma a aproximá-la da capital e promover o seu crescimento económico. O principal investimento em transportes públicos na região foi a construção da Linha da Beira Alta, que tinha como um dos principais fins servir igualmente a cidade da Guarda.

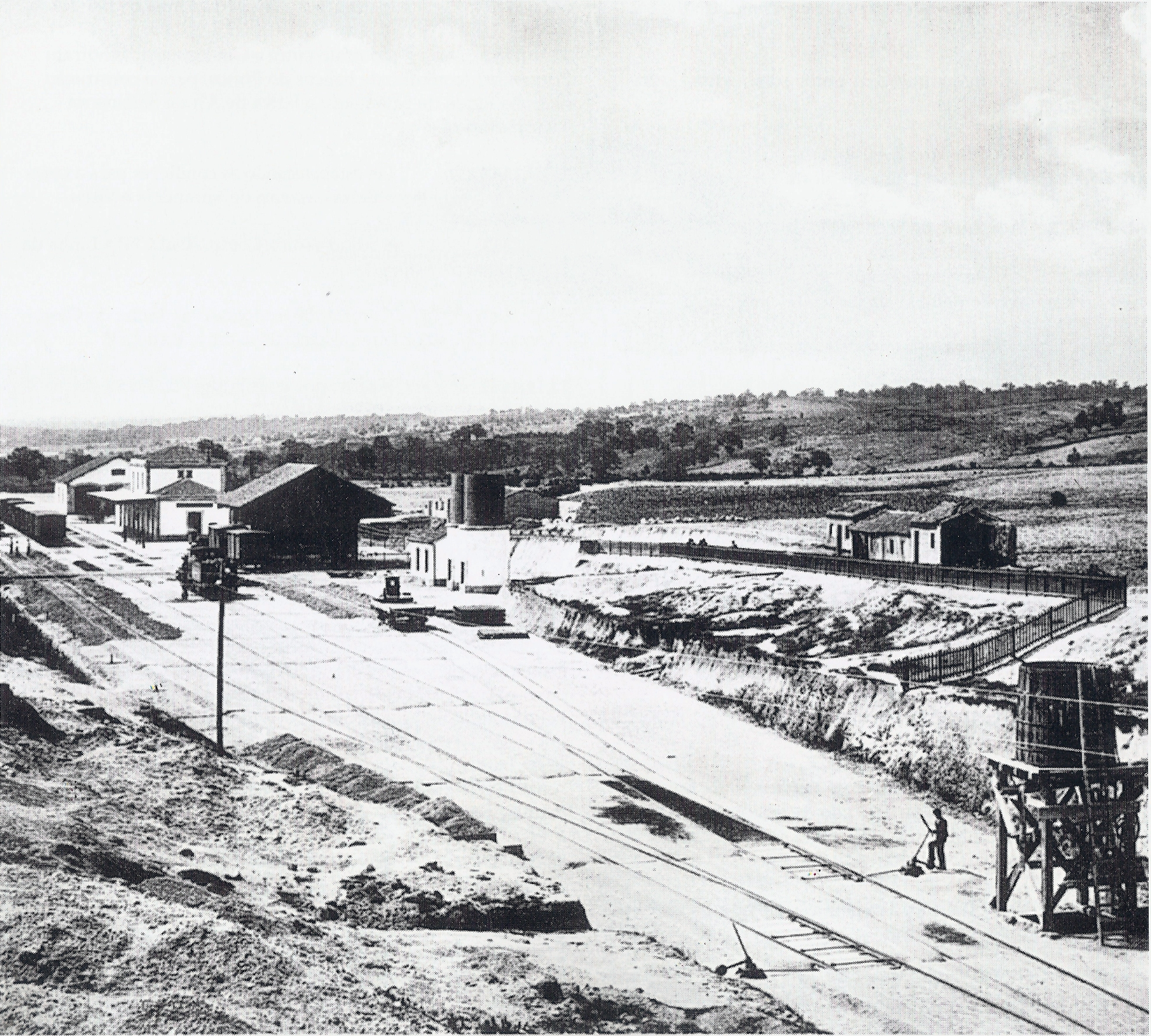
Vista da estação, nos primeiros anos.

Assim, em 1 de Julho de 1882 entrou ao serviço, de forma provisória, o lanço entre Pampilhosa e Vilar Formoso da Linha da Beira Alta, pela Companhia dos Caminhos de Ferro Portugueses da Beira Alta. A linha foi definitivamente inaugurada em 3 de Agosto do mesmo ano, compreendendo-se então desde a Figueira da Foz até à fronteira com Espanha. A cerimónia de inauguração contou com os reis D. Luís I e D. Maria Pia, tendo o nome do rei sido dado a uma artéria da cidade, devido à sua presença naquele evento. O edifício de passageiros da nova estação situava-se do lado poente da via (lado direito do sentido ascendente, a Vilar Formoso).
A construção do caminho de ferro trouxe um grande progresso à cidade e ao concelho da Guarda nos finais do séc. XIX e princípios do séc. XX, reforçando o seu papel como um importante pólo regional. O caminho de ferro permitiu a introdução de novas tecnologias e facilitou o transporte da produção, estimulando as actividades agrícolas, industriais e comerciais. Também foi profundamente modificada a vida cultural da cidade, com o afastamento de velhos estigmas sociais, e o desenvolvimento do ensino e da acção social. O caminho de ferro trouxe um grande número de pessoas que procuravam tratamento no Sanatório Sousa Martins, sendo a chegada de personalidades mais importantes normalmente reportada na imprensa local. Com efeito, a comboio desempenhou um importante papel no funcionamento daquela unidade hospitalar, não só por facilitar a deslocação dos utentes, mas também por transportar os medicamentos e os equipamentos que eram utilizados no Sanatório. Além dos doentes, também cientistas, músicos, actores, políticos, conferencistas e militares utilizavam o caminho de ferro, que transportava igualmente jornais, cenários, filmes e outros bens. Desta forma, a Guarda passou a ser mais frequentada por artistas nacionais e internacionais, que enriqueceram o quotidiano da cidade. No entanto, o caminho de ferro era principalmente utilizado pelas classes mais privilegiadas, uma vez que a maior parte do povo não tinha recursos para viajar de comboio, continuando a deslocar-se através dos meios de transporte mais antigos.
Assim, através do transporte dos passageiros e mercadorias, o comboio ajudou a difusão de ideias, atitudes, conhecimentos e práticas, tendo por exemplo introduzido novas ideias sobre requalificação urbana. Este desenvolvimento urbano e cultural, apoiado por grandes eventos como a expedição de 1881 à Serra da Estrela, fomentou o aparecimento de uma consciência cívica e de classes, como se pôde comprovar pelo grande número de grémios e outras associações que surgiram nessa altura. O caminho de ferro também veio criar uma nova classe de trabalhadores especializados, a dos ferroviários, que vieram desempenhar um importante papel na região. Com efeito, devido à sua importância não só no âmbito da Linha da Beira Alta mas também por ser o ponto de bifurcação com a Linha da Beira Baixa, a gare ferroviária da Guarda concentrava um grande número de funcionários. Verificou-se, igualmente, um crescimento nas manifestações de carácter político, começando a criar raízes um importante movimento republicanista, impulsionado pela imprensa e por membros do partido republicano.

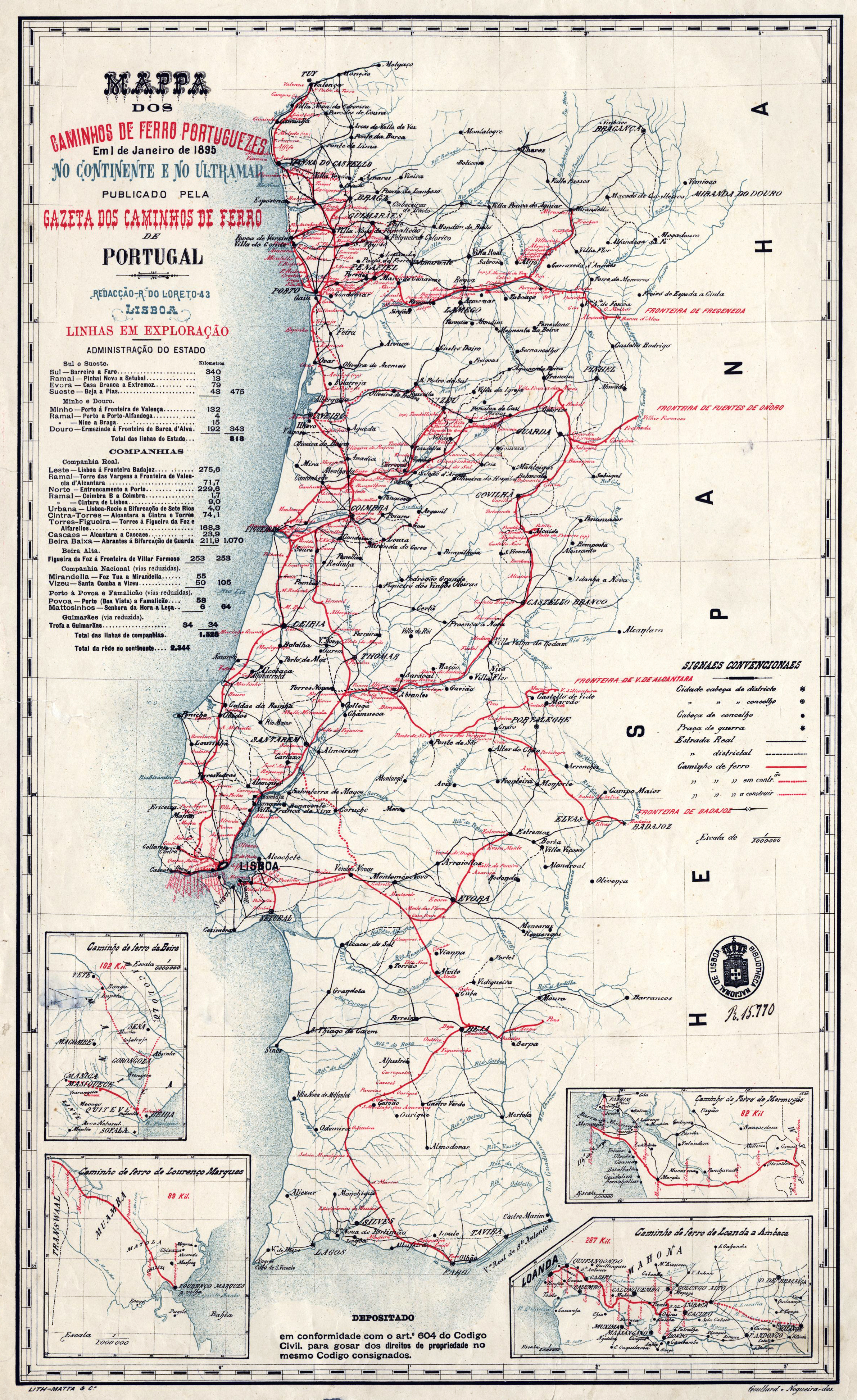
Mapa dos caminhos de ferro em 1895, mostrando a Linha da Beira Baixa já concluída.

### Ligação à Linha da Beira Baixa
Quando se iniciou a discussão sobre o traçado da futura Linha da Beira Baixa, acendeu-se uma viva polémica sobre qual deveria ser o seu ponto terminal. Originalmente a linha era para atravessar a fronteira perto de Monfortinho e unir-se à rede espanhola, criando uma nova ligação a Madrid, mas este projecto falhou devido à abertura do Ramal de Cáceres, em 1880, que tinha o mesmo objectivo. Por outro lado, surgiram oposições ao traçado da linha, com a Junta Geral do Distrito e a imprensa local a reclamar que a linha fosse até à Guarda, onde seria feito o entroncamento com a Linha da Beira Alta. Considerava-se que este factor seria de grande importância para o desenvolvimento da cidade, como foi descrito num artigo no jornal A Civilização, de 20 de Setembro de 1884: «devem ser postas de lado as questões políticas para se tratar com urgência deste assunto, que é de muita importância. Ninguém ignora as vantagens que poderão resultar para a Guarda de um tão grande melhoramento. É indispensável que todos trabalhemos no sentido indicado e que este não seja descurada uma questão vital desta ordem.».
Durante o ministério de Hintze Ribeiro, foi aberto o concurso para a Linha da Beira Baixa, que deveria ligar as estações de Abrantes e Guarda, passando por Castelo Branco. O concurso foi aberto por uma lei de 2 de Agosto de 1883, e contratado à Companhia Real dos Caminhos de Ferro Portugueses em 29 de Julho de 1885. As obras começaram em Dezembro de 1885, tendo o primeiro troço, de Abrantes à Covilhã, entrado ao serviço em 7 de Setembro de 1891.
O troço entre as estações de Covilhã e da Guarda foi inaugurado em 11 de Maio de 1893, concluindo a Linha da Beira Baixa. A cerimónia de inauguração foi bastante modesta, tendo-se realizado um serviço especial, com vários convidados, incluindo o Ministro das Obras Públicas, Comércio e Indústria, Bernardino Machado, entre o Rossio e a Guarda. Na chegada à estação, foram recebidos por vários membros das autoridades civis e militares, tendo uma banda militar tocado o Hino da Carta. Seguiu-se uma visita a pé à nova linha, mas uma programada excursão à cidade da Guarda foi cancelada devido à falta de transportes, indispensáveis para cobrirem os cerca de cinco quilómetros de caminho que separavam a estação da localidade. Após o almoço, realizado no armazém de mercadorias, a composição partiu para a Covilhã, onde continuou a cerimónia de inauguração. Aquando da inauguração da linha, estava planeada a construção de uma concordância em Monte Barro, que ligaria as duas linhas sem necessidade de mudar o sentido das composições na Guarda, e que teria servido principalmente o tráfego internacional (a atual Concordância das Beiras, com a mesma topologia apesar do traçado diferente, foi construída já no séc. XXI).
Em 1 de Junho de 1898, a Gazeta dos Caminhos de Ferro noticiou que o chefe da secção de Via e Obras da Linha da Beira Baixa, Mello Borges, tinha sido mortalmente atropelado por uma locomotiva nesta estação

### Século XX
Na primeira metade do século XX, o restaurante da estação chegou a ser muito afamado, sendo principalmente conhecido devido ao seu prato do cabrito no forno.

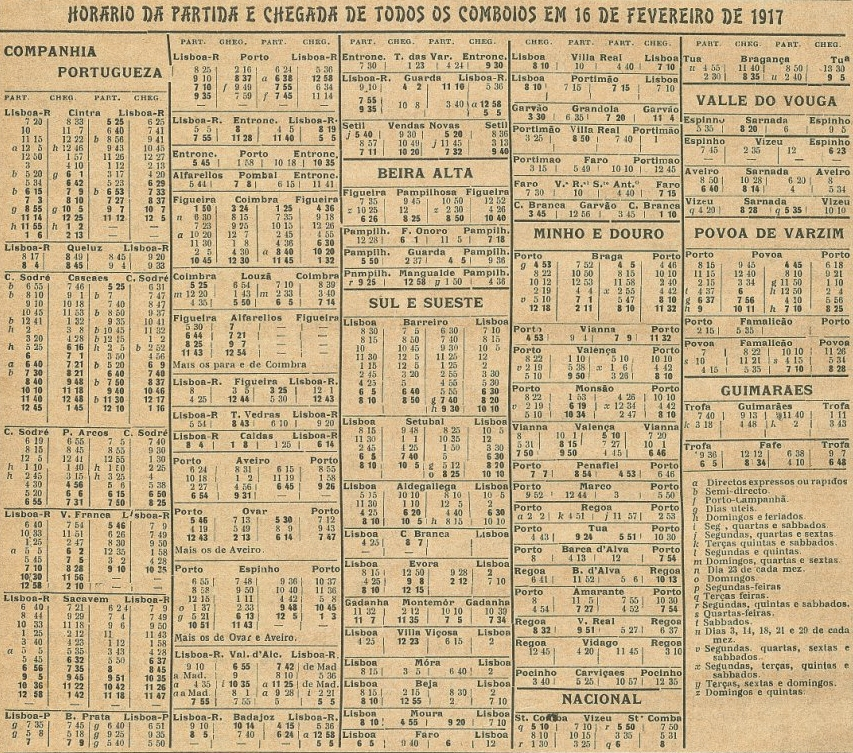
Horários dos comboios em Fevereiro 1917, incluindo serviços com origem e destino na Guarda, pelas linhas da Beira Alta e Beira Baixa.

#### Décadas de 1900 e 1910
Em 1907, a Rainha D. Amélia e a sua comitiva viajaram de comboio até à estação da Guarda, para a inauguração do Sanatório Sousa Martins. Nos princípios de 1910, a Rainha voltou a passar pela estação da Guarda, quando viajou de comboio até Biarritz.
Entre 11 de 15 de Janeiro de 1911, ocorreram várias greves nacionais dos ferroviários, que tiveram um grande efeito na Guarda devido à sua elevada concentração de empregados dos caminhos de ferro, e que só não tiveram um maior impacto devido à intervenção do Governador Civil, Arnaldo Bigotte, que negociou com os grevistas e reencaminhou as suas reclamações para o Ministério do Interior, em Lisboa. Com efeito, os trabalhadores da estação depois aprovaram uma moção em que elogiaram a conduta do Governador Civil, que foi publicada no jornal O Combate de 21 de Janeiro de 1911: «O pessoal ferroviário da Companhia Portuguesa e Beira Alta existente na estação da Guarda durante os 4 dias em que se manteve solidário com o movimento grevista, não encontrando outro meio para que possa testemunhar o seu vivo reconhecimento perante o altivo e carinhoso acolhimento que sempre nos dispensou sua excelência, vêm por esta forma patentear que ficam sumariamente penhorados e bem assim altamente bem impressionados com a fineza e a rectidão do seu carácter.». Em 1913, existiam serviços de diligências ligando a estação à cidade. Em 1914, uma viagem de comboio entre Lisboa e a Guarda demorava cerca de oito horas.
Em 1 de Março de 1916, a Gazeta dos Caminhos de Ferro noticiou que estava previsto um programa de ampliação da estação de Guarda, que ficaria com mais vias e plataformas centrais.

#### Década de 1920
Nos princípios do século XX, despertou uma nova função económica na região da Beira Alta: o turismo, impulsionado não só pela presença da rede ferroviária mas também pelo desenvolvimento do transporte rodoviário, através da construção de novas estradas e da propagação dos veículos automóveis. A Companhia dos Caminhos de Ferro Portugueses incentivou as actividades turísticas na região através da criação de tarifas especiais para a Guarda e organização de viagens de grupo, como as Excursões às Beiras para Visitar a Guarda e saber da excelência do Sanatório Sousa Martins. As operadoras ferroviárias também criaram vários itinerários turísticos, para orientar os visitantes nas suas viagens pelo país; por exemplo, no Manual do Viajante em Portugal n.º 4, de 1913, era anunciado o roteiro Portugal em 40 dias, que passava pela Guarda.
Na década de 1920, a família Mendonça construiu uma capela no interior da estação, que se notabilizou por ter sido o primeiro edifício religioso a ser construído de raiz na cidade após a implantação da República. Esta capela tinha, no seu interior, um notável conjunto de talha e de mobiliário litúrgico no estilo revivalista. Em 1 de Dezembro de 1924, a Gazeta dos Caminhos de Ferro reportou que a Companhia da Beira Alta estava a renovar a via férrea entre a Guarda e a Pampilhosa.

#### Décadas de 1930 e 1940
O Plano Geral da Rede Ferroviária, publicado pelo Decreto n.º 18:190, de 28 de Março de 1930, classificou o projecto da Linha do Côa, de via estreita, do Pocinho a Idanha-a-Nova, passando por Pinhel, Guarda, Sabugal e Penamacor.
Em 1932, os Serviços de Tracção e Via da Companhia dos Caminhos de Ferro Portugueses da Beira Alta executaram obras de modificação nos pavimentos das plataformas entre as vias, e, no mesmo ano, a Companhia dos Caminhos de Ferro Portugueses melhorou e ampliou o seu dormitório nesta estação, passando a ter uma capacidade de 24 camas. Em 1933, o Serviço de Material e Tracção da Companhia da Beira Alta preparou os planos para a adaptação desta interface à iluminação eléctrica; foram, igualmente, realizadas obras de reparação no restaurante e hotel, instaladas canalizações para água, e construído um dormitório para o pessoal. No final do mesmo ano, a Companhia pretendia ampliar esta estação.
Em 1934, a Companhia da Beira Alta fez grandes obras de reparação no edifício da estação, reconstruiu a plataforma da estação e pintou a marquise, e reconstruiu e modificou as retretes, que ficaram equipadas com uma fossa do tipo Mouras. Também instalou a iluminação eléctrica, com energia fornecida por uma pequena central eléctrica, composta por dois grupos de corrente contínua, cada um tendo uma potência de 5,5 kW / 220 V, enquanto que o gerador era do tipo compound. Os motores eram a gasóleo, a dois tempos, de arranque a frio, e trabalhavam a 800 rotações por minuto. Os grupos podiam funcionar em paralelo, embora apenas um fosse normalmente utilizado, enquanto que o outro ficaria de reserva. No quadro de distribuição e comando da central, toda a protecção era feita por dispositivos automáticos, dispensando o uso de fusíveis.
Em Julho de 1935, a Companhia da Beira Alta tinha um despacho central na cidade da Guarda, que estava ligada à gare ferroviária (ver mapa) por serviços rodoviários de passageiros, bagagens e mercadorias. Nesse ano, a Companhia fez obras de reparação em três edifícios usados para habitação dos funcionários e na cocheira das máquinas. Em 1939, a Companhia da Beira Alta fez obras de reparação em vários edifícios da estação.
Em 1940, a Guarda era uma das estações da Linha da Beira Alta que tinha problemas de capacidade, com falta de vias de resguardo, e de cais de embarque e desembarque.

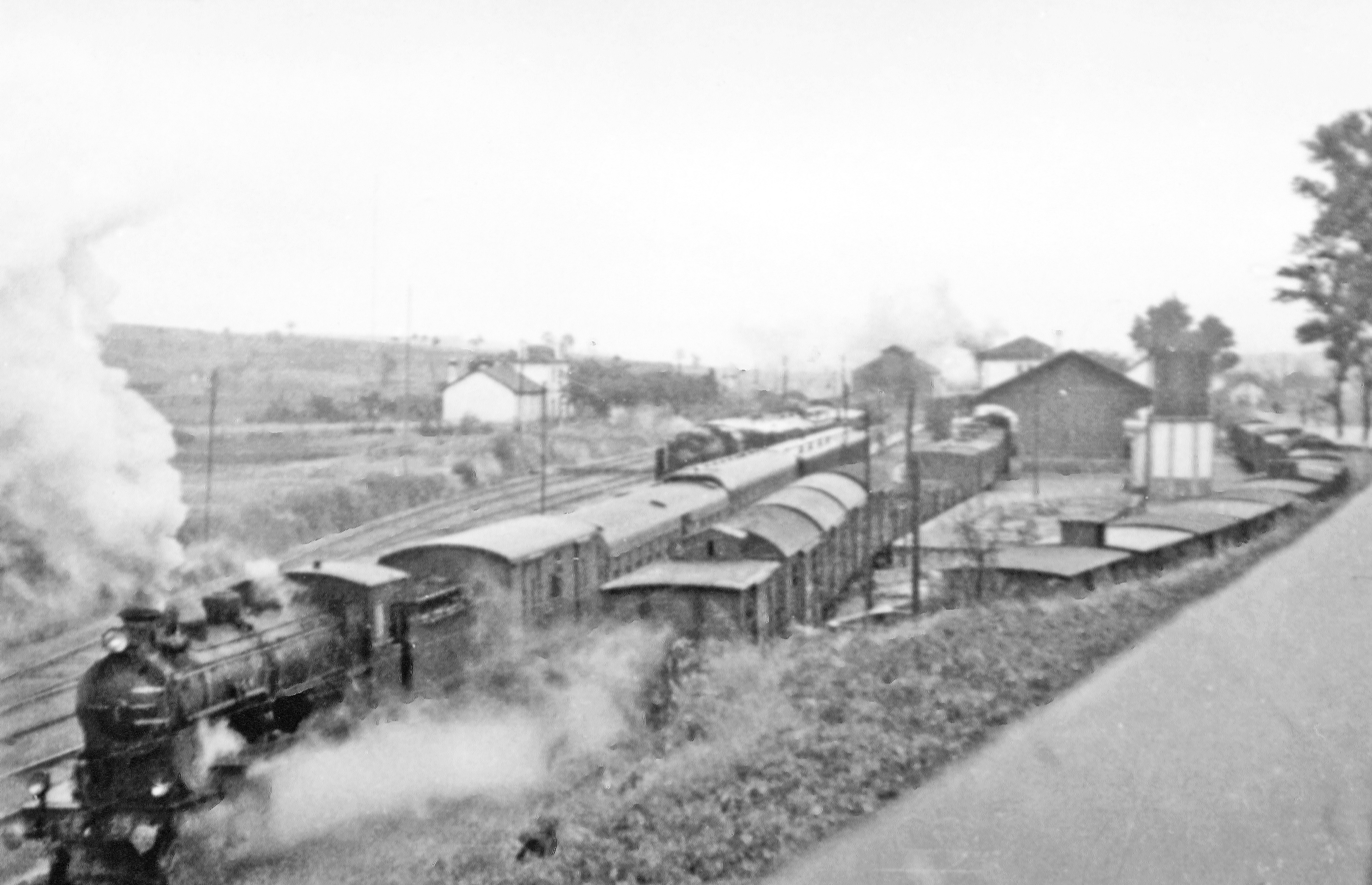
Vista da estação, em 1956.

#### Décadas de 1950 e 1960
Em 16 de Setembro de 1951, a Gazeta dos Caminhos de Ferro reportou que o engenheiro Sousa Gomes da C. P. esteve na Guarda, para estudar quais as modificações que deviam ser feitas para acomodar o aumento do tráfego, especialmente de estrangeiros. Estas alterações deveriam ser em conta os planos que existiam para a urbanização da futura freguesia de São Miguel da Guarda. Porém, em 1956 a estação ainda continuava com graves problemas de espaço, precisando de forma urgente de obras de remodelação e expansão, de forma a poder servir eficazmente o tráfego ferroviário.
Em 16 de Agosto de 1968, a Gazeta dos Caminhos de Ferro noticiou que a Companhia dos Caminhos de Ferro Portugueses estava a preparar um contrato para a remodelação de vários troços, incluindo a renovação parcial entre Mortágua e a Guarda.

#### Década de 1990
Em 1994, era servida por comboios de tipologia Regional com auto-expresso, que ligavam esta interface a Lisboa. Além dos comboios de passageiros, a Guarda também foi um importante interface para o transporte de produtos industriais, especialmente automóveis. Também se movimentaram produtos agrícolas; por exemplo, um artigo publicado no jornal O Combate de 23 de Março de 1924, fez referência aos milhares de vagões de batata que eram exportados a partir da Guarda.

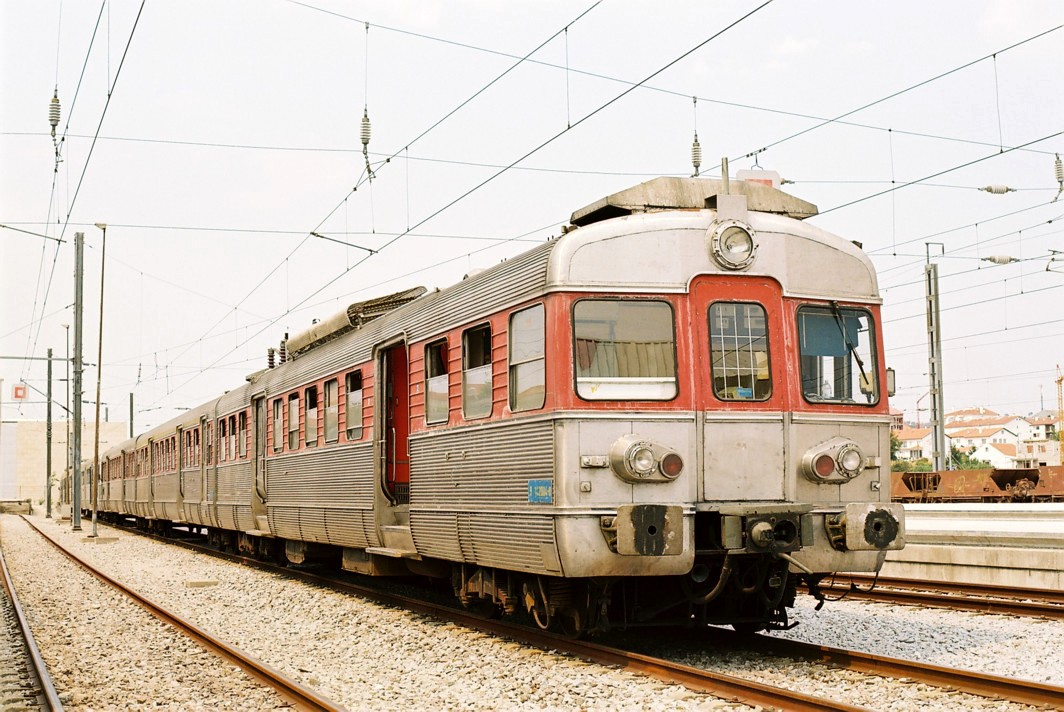
Automotora na Guarda, em 2003.

#### Modernização
O projecto de modernização da Linha da Beira Alta, decidido pela empresa Caminhos de Ferro Portugueses desde 1988, tinha como objectivo melhorar as condições de circulação naquela linha, que era o principal eixo ferroviário de acesso ao resto da Europa. Entre as obras realizadas no âmbito deste projecto, esteve a renovação integral da via férrea entre Baraçal e a Guarda, a remodelação de várias estações, incluindo a Guarda, a instalação da tracção eléctrica, e a introdução de novos sistemas de sinalização.
A tracção eléctrica entre Mangualde e a Guarda entrou ao serviço em Fevereiro de 1997, e da Guarda a Vilar Formoso em 8 de julho do mesmo ano.

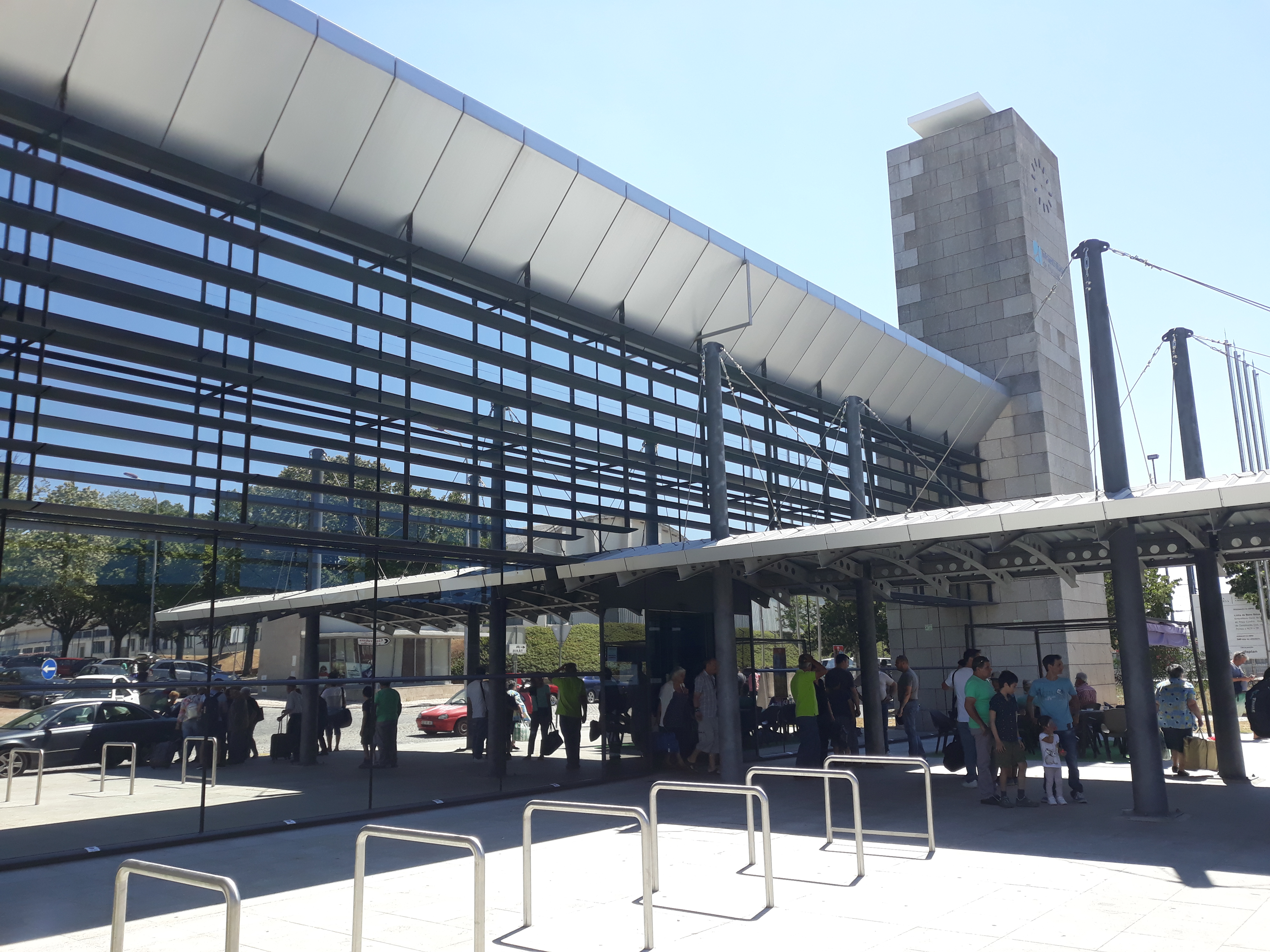
A nova estação da Guarda, em 2018.

### Século XXI

#### Década de 2000
Em 29 de Abril de 2002, na comemoração dos cinco anos da REFER, foi inaugurado o novo edifício da Estação Ferroviária da Guarda, melhoramento que já era pedido pela população da cidade há algum tempo. O projeto para a construção de um novo edifício tinha sido apresentado em maio de 1999 e previa que o novo edifício fosse construído no local do edifício que já existia; o edifício antigo foi demolido em 2000 e os serviços ferroviários e comerciantes foram instalados em contentores provisórios. As obras ficaram concluídas dois anos depois; o novo edifício custou 1,9 milhões de euros e conta com uma área de 1400 m² onde se situam a sala de espera, bilheteiras e posto de informação. As plataformas e coberturas, assim como as passagens inferiores para o cais foram remodeladas. A pedido da Assembleia de Freguesia de São Miguel, a REFER aceitou imortalizar o antigo edifício num painel de azulejos colocado à frente da nova estação.
Em 9 de Março de 2009, o troço entre a Covilhã e Guarda foi encerrado para obras de modernização, que nessa altura se previam durar apenas cerca de sete meses. Foi criado um serviço rodoviário de substituição, que parava em todas as estações e apeadeiros do troço encerrado.

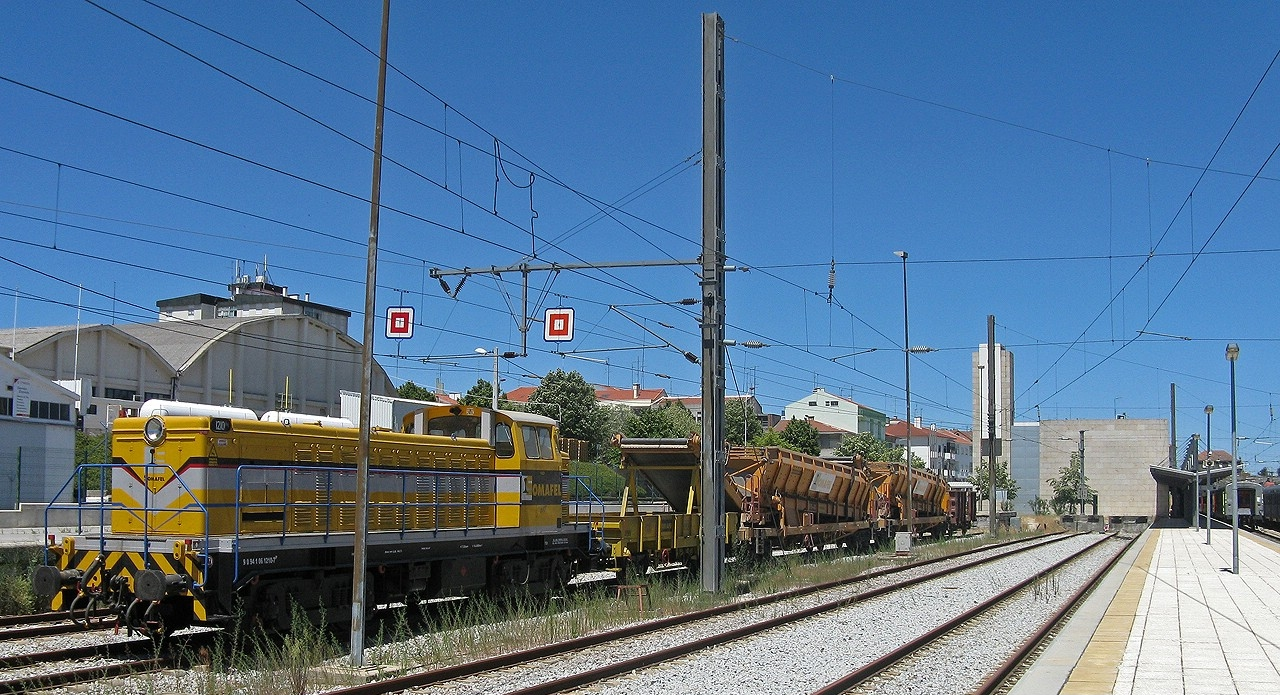
Composição Somafel envolvida na modernização do troço até à Covilhã, na Guarda, em 2010.

#### Década de 2010
Em janeiro de 2011, a estação da Guarda apresentava quatro vias de circulação, com comprimentos entre os 386 e 636 m; as primeiras três linhas eram servidas por plataformas, tendo todas cerca de 400 m de extensão, e 70 cm de altura. — valores mais tarde alterados/ajustados para os atuais.
Em 19 de Junho de 2013, uma composição de mercadorias abalroou uma carrinha numa passagem de nível junto à estação, provocando a morte dos dois ocupantes do veículo ligeiro.
Em 27 de Dezembro de 2016, a empresa Infraestruturas de Portugal apresentou o plano de modernização do troço entre as estações de Covilhã e Guarda, e um projecto para uma concordância entre as duas linhas.

#### Década de 2020
Depois de cerca de doze anos de encerramento, as obras no troço Covilhã-Guarda foram finalizadas em abril de 2021, tendo as primeiras circulações sido feitas no dia 2 de maio de 2021.

Em 2022, pelo Decreto-Lei n.º 24, de 4 de março, o terminal ferroviário da Guarda passou a ter a sua infraestrutura administrada pela A.P.D. (Administração dos Portos do Douro, Leixões e Viana do Castelo, S.A.).

## Referências literárias

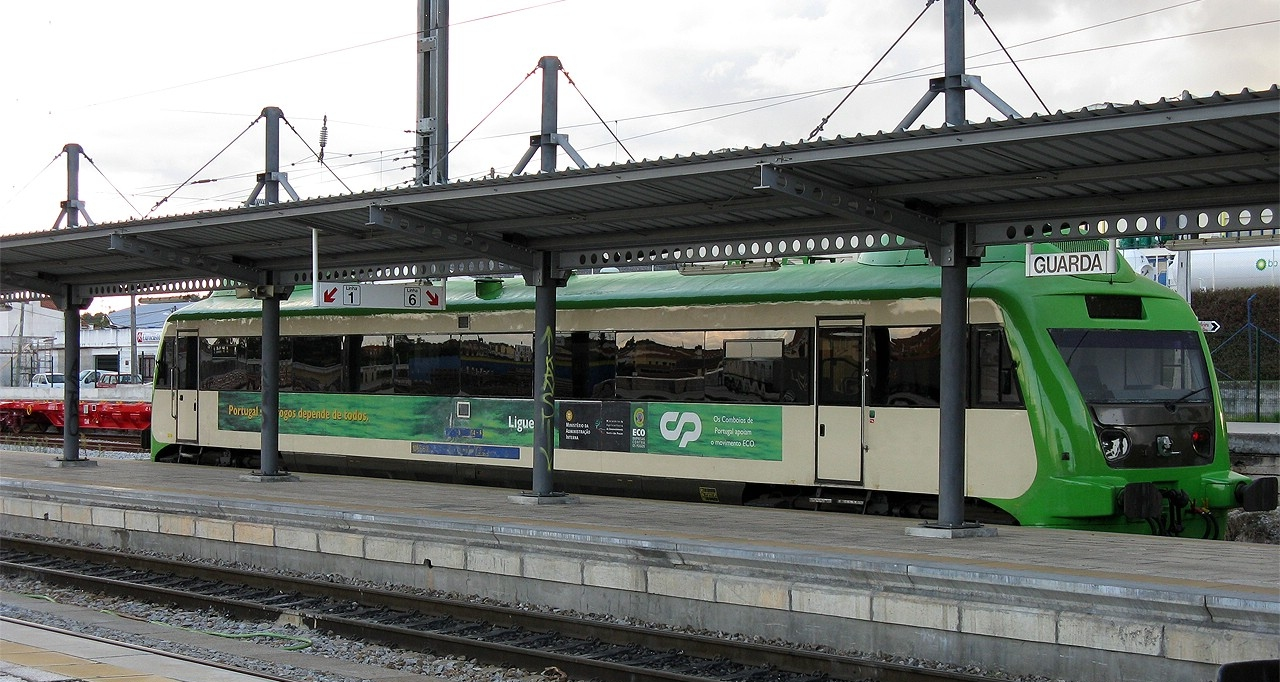
Automotora renovada na estação de Guarda, em 2008, ainda em serviço regional da Linha da Beira Baixa.

## Ver também

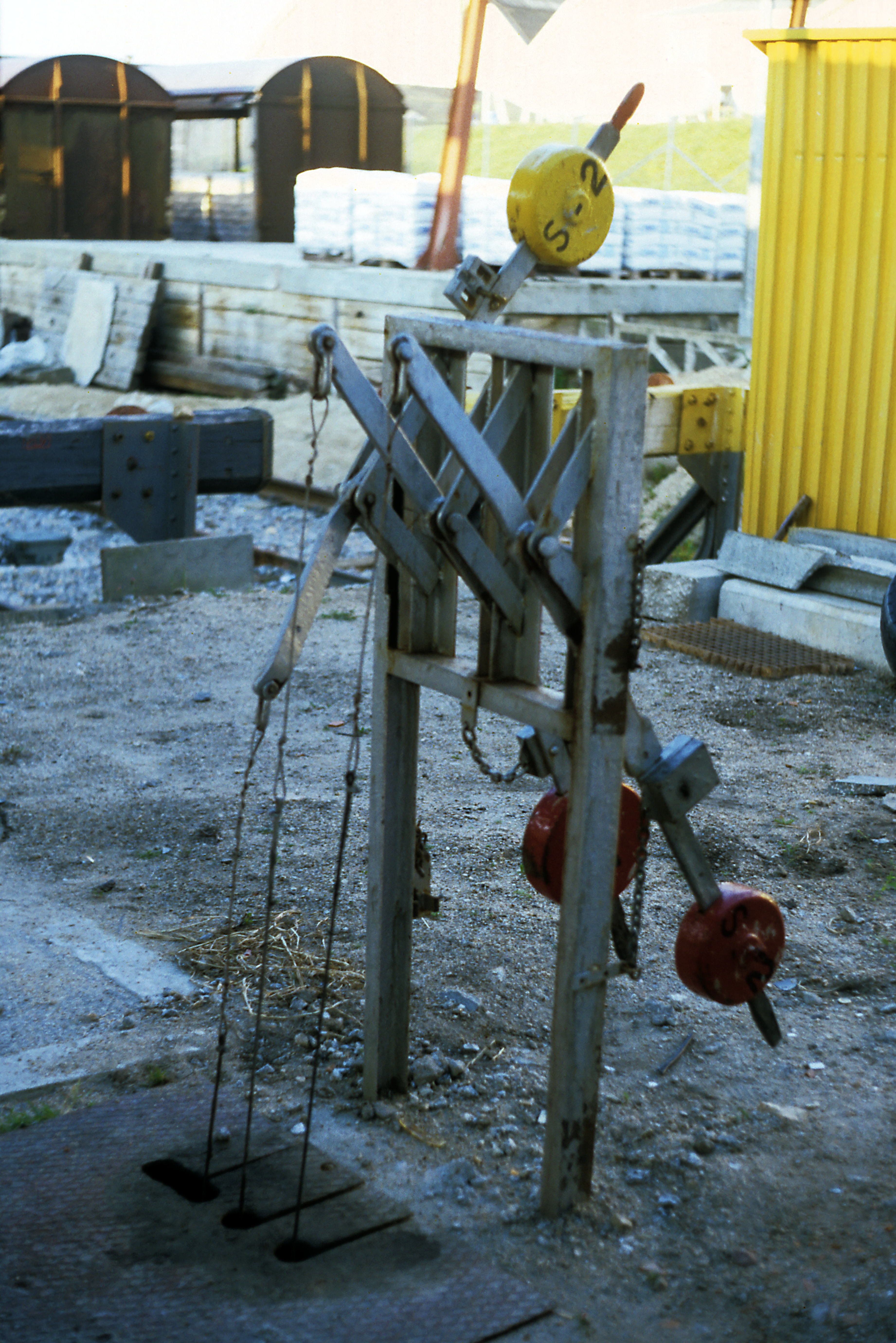
Alavancas de a.p.v. na estação da Guarda.